# 엠투엔
엠투엔(M2N Co., Ltd.)는 대한민국의 스틸드럼 제조 기업이다. 본사는 서울특별시 중구 소공로 109, 13층 (소공동,한화빌딩)에 위치해 있다.
최대주주는 주식회사 디케이마린으로
신라젠을 인수하고
신약개발 사업에 진출하였다

## 역사
1963년 4월 23일 우진정밀공업사로 설립되었고 1965년 12월 10일에 우진계기공업으로 법인전환되었으며 2020년에 현재의 사명으로 변경하였다. 2023년 ㈜신한전기 지분 100%를 인수하며 전장부품사업에 신규 진출하였다
경쟁회사로는 성림제관과 대세산업 등이 있다

## 같이 보기
- 신라젠
- 리드코프

## 참고 문헌
1. ↑  민경연, 엠투엔, 전기차 확대 트렌드로 동반 성장 전망…주가 반등할까, 데일리인베스트, 2023.12.26
2. ↑  이용성, 엠투엔 "디케이마린, 총 201억 규모 주식담보 계약 체결", 이데일리, 2024-06-27
3. ↑  이재승, 신라젠 모회사 '엠투엔' 두바이서 합작법인 설립...중동시장 진출 박차, 글로벌경제신문, 2023.05.16
4. ↑  엠투엔 IR자료 2023년 1월[깨진 링크(과거 내용 찾기)]
5. ↑  이원재, 한국IR협의회 기술분석보고서-엠투엔, 2023.12.20
6. ↑  이윤선, 한국IR협의회 기술분석보고서-엠투엔, 2022.05.19[깨진 링크(과거 내용 찾기)]